# Denovali Records
Denovali Records, ou simplement Denovali, est un label discographique indépendant allemand, basé à Wenden.

## Histoire
Le label est formé en 2005 par Timo Alterauge et Thomas Hack. Le nom est une allusion à Novalis. Depuis 2007, Denovali organise des festivals internationaux (Denovali Swingfest jusqu'en 2015, Denovali Festival depuis), notamment à Essen (depuis 2009), Londres et Berlin En lien avec le lancement du label en 2005, Denovali ouvre un magasin de disques en ligne qui propose également des albums d'autres labels discographiques. L'une des marques de fabrique de Denovali sont les pochettes, qui sont uniformément conçues sans images des interprètes.
En 2011, le label signe Thisquietarmy pour la réédition de son EP Unconquered.

## Styles musicaux
Denovali se concentre explicitement sur des niches. Dans le programme, les publications d'avant-garde issues du spectre de la culture pop prédominent, allant de la musique électronique comme l'ambient et l'electronica à des titres à la croisée du jazz, du drone doom, du dark jazz, du classique moderne et art sonore.